# هال ميريل
هال ميريل هو منافس ألعاب قوى كندي، ولد في 2 يوليو 1964 في فريدريكتون في كندا.